# Calenture (album)
Albums de The Triffids
In the Pines
(1986) The Black Swan
(1989)
Calenture est un album de The Triffids, sorti en 1987.

## L'album
David McComb remporte à l'école des prix de littérature anglaise et de théologie, dont les influences se ressentent dans l'album. L'album entre dans plusieurs classements (32e en Australie, 24e en Suède, 25e en Nouvelle-Zélande) et contient trois singles : Bury Me Deep in Love, Trick of the Light et Holy Water. Il fait partie des 1001 Albums You Must Hear Before You Die. 

### Titres
Toutes les chansons sont écrites et composées par David McComb, sauf indication contraire.
| A1. | Bury Me Deep in Love   |                             | 4:04 |
| A2. | Kelly's Blues          |                             | 4:34 |
| A3. | Trick of the Light     | - David McComb - Graham Lee | 3:50 |
| A4. | Hometown Farewell Kiss |                             | 4:33 |
| A5. | Unmade Love            |                             | 4:01 |
| A6. | Open for You           | Jill Birt                   | 3:05 |

| B1. | Holy Water          |                                 | 3:17 |
| B2. | Blinder by the Hour |                                 | 4:24 |
| B3. | Vagabond Holes      |                                 | 3:57 |
| B4. | Jerdacuttup Man     | - David McComb - James Paterson | 4:59 |
| B5. | Calenture           |                                 | 1:10 |
| B6. | Save What You Can   | - David McComb - James Paterson | 4:30 |

### Musiciens
- Jill Birt : claviers
- Martyn P. Casey : basse
- Graham Lee : guitare, harpe
- Alsy MacDonald : batterie, voix
- David McComb : voix, guitare, cordes
- Robert McComb : guitare, voix, violon
- Nick Allum : batterie
- Craig Leon : voix
- Adam Peters : guitare, claviers, cordes
- Sean Pugh : piano